# Albert Band
Albert Band, pseudonimo di Alfredo Antonini (Parigi, 7 maggio 1924 – Los Angeles, 14 giugno 2002), è stato un produttore cinematografico, regista e sceneggiatore italiano naturalizzato statunitense.

## Biografia
Nato a Parigi da genitori italiani col nome di Alfredo Antonini, emigrò negli Stati Uniti dove ebbe modo di conoscere John Huston, con il quale iniziò a lavorare nel mondo del cinema, prima come assistente e poi come sceneggiatore.
Sposò l'attrice Jacquelyn Band, dalla quale avrà due figli maschi. Negli anni settanta aiutò il primogenito Charles accogliendolo nella propria società di produzione cinematografica Empire Pictures. Il secondogenito Richard Band diventerà un compositore di colonne sonore cinematografiche e collaboratore della stessa società.
Regista di Ghoulies II - Il principe degli scherzi e produttore dei film Tesoro, mi si è allargato il ragazzino, Il pozzo e il pendolo,  Il West del futuro e Castle Freak (questi ultimi tre insieme al figlio Charles), come attore apparve in Horror Puppet e Trancers II: The Return of Jack Deth.
Albert Band morì il 14 giugno 2002 a Los Angeles per un blocco allo stomaco e una grave infezione ai polmoni.

## Filmografia parziale

### Regista
- La valle dei delitti (1956)
- I Bury the Living (1958)
- Il mostro è dietro l'angolo (Face of Fire) (1959)
- Massacro al Grande Canyon (1964, coregia di Sergio Corbucci)
- Gli uomini dal passo pesante (1965, coregia di Mario Sequi)
- Hercules and the Princess of Troy (1965)
- Dracula contro zombi (1978)
- She Came to the Valley (1979)
- Ghoulies II - Il principe degli scherzi (1988)
- Joey Takes a Cab (1991)
- Invasori dalla IV dimensione  (1992)
- Guerre di robot (1993)
- Prehysteria! arrivano i dinosauri (1993)
- Prehysteria! 2 (1994)

### Sceneggiatore
- I crudeli, regia di Sergio Corbucci (girato nel 1966, distribuito nel 1967)
- Un minuto per pregare, un istante per morire, regia di Franco Giraldi (1968)

### Produttore
- I crudeli, regia di Sergio Corbucci (girato nel 1966, distribuito nel 1967)
- Un minuto per pregare, un istante per morire, regia di Franco Giraldi (1968)